# Ulf Kristersson
Ulf Hjalmar Kristersson (Lund, 29 dicembre 1963) è un politico svedese, dal 18 ottobre 2022 ministro di Stato della Svezia.
Appartenente al Partito Moderato svedese, è stato membro del Riksdag per la contea di Södermanland dal 2014 e precedentemente dal 1994 al 2000 per la Contea di Stoccolma. In precedenza è stato ministro della previdenza sociale dal 2010 al 2014 e presidente della Lega Moderata della Gioventù dal 1988 al 1992.
L'11 dicembre 2014 è stato nominato ministro delle finanze del Partito Moderato e portavoce della politica economica. Dal settembre 2017, Kristersson assume la leadership del Partito moderato a seguito delle dimissioni di Anna Kinberg Batra.

## Biografia
Ulf Kristersson nacque a Lund, nella contea di Skåne, da Lars Kristersson (1938–2015) e Karin Kristersson. La famiglia si trasferì a Torshälla fuori Eskilstuna cinque anni dopo. Nella sua giovinezza, Kristersson era un ginnasta, finì la scuola secondaria al ginnasio S.t Eskils di Eskilstuna e si laureò in economia presso l'Università di Uppsala. Dopo la laurea, Kristersson svolse il servizio militare presso l'Uppland Regiment dal 1983 al 1984.

## Leader del Partito Moderato
Anna Kinberg Batra si dimise da leader dei moderati il 25 agosto 2017, dopo varie critiche interne. Kristersson decise di candidarsi alla leadership il 1º settembre e fu eletto il 1º ottobre.  Il partito vide un forte aumento del sostegno nei sondaggi, rispetto ai numeri record sotto il suo predecessore Batra. Kristersson ha una posizione più dura contro l'immigrazione rispetto ai suoi predecessori.

### Formazione del governo 2018-2019
Nel settembre 2018, il primo ministro in carica Stefan Löfven si dimise. Kristersson espresse la speranza di diventare lui il prossimo Primo Ministro e il 2 ottobre fu designato dal presidente del Riksdag Andreas Norlén per formare un nuovo governo. Inizialmente cercò di formare una coalizione di governo che coinvolgesse i partiti dell'Alleanza (Partito moderato, Partito di centro, Democratici cristiani e Liberali) con il sostegno del Partito socialdemocratico svedese(S). Il 9 ottobre affermò che i socialdemocratici avevano rifiutato ogni ulteriore colloquio sugli accordi e che ora avrebbe cercato qualche altra soluzione. Il 14 ottobre dichiarò invece di non essere in grado di formare un nuovo governo.
Il 5 novembre 2018, il presidente Norlén propose Kristersson come primo ministro in seguito all'insuccesso di tutti gli altri negoziati per il governo. Il 14 novembre 2018, il Riksdag respise l'offerta di Kristersson di diventare Primo Ministro con un voto di 195 contro 154. Fu la prima volta in 40 anni che i partiti di centrodestra (Centro e Liberali) posero il veto a un candidato premier del centrodestra.

### 2019-presente
Kristersson incontrò nel dicembre 2019 con Jimmie Åkesson, leader dei Democratici svedesi, dichiarando che avrebbe collaborato con loro in parlamento. Il partito anti-immigrazione era stato precedentemente oggetto di un cordone sanitario da parte di tutti gli altri partiti, con lo stesso Kristersson che escludeva il dialogo con loro in vista delle elezioni del 2018. Secondo Ann-Cathrine Jungar dell'Università di Södertörn, questo episodio allineò la Svezia a molti altri paesi europei in cui cooperano i partiti di centrodestra e di destra radicale. Nell'agosto 2020, criticò il governo per una presunta incapacità di affrontare l'aumento della criminalità, inclusa la violenza armata, che definì una "seconda pandemia".

## Vita privata
Kristersson è sposato dal 1991 con Birgitta Ed, pastora della Chiesa luterana svedese. La coppia ha tre figlie.